# Xylopia perrierii
Xylopia perrierii är en kirimojaväxtart som beskrevs av Friedrich Ludwig Diels. Xylopia perrierii ingår i släktet Xylopia och familjen kirimojaväxter. Inga underarter finns listade i Catalogue of Life.